# كيني جونسون
كيني جونسون (بالإنجليزية: Kenny Johnson)‏ مواليد 13 يوليو 1963 في نيو هيفن، كونيتيكت، هو ممثل أمريكي.

## الأعمال
- فاملي ماتتيرس
- بليد
- سمولفيل
- سي اس آي:التحقيق في موقع الجريمة
- لوس أنجلوس
- اكذب علي
- ذا منتاليست
- ديكستر

## وصلات خارجية
- كيني جونسون على موقع IMDb (الإنجليزية)
- كيني جونسون على موقع ألو سيني (الفرنسية)
- كيني جونسون على موقع أول موفي (الإنجليزية)
- كيني جونسون على موقع إن إن دي بي (الإنجليزية)
- كيني جونسون على موقع قاعدة بيانات الفيلم (الإنجليزية)
- كيني جونسون على موقع كينوبويسك (الروسية)

- الموقع الإلكتروني